# Hydroptila baukis
Hydroptila baukis är en nattsländeart som beskrevs av Malicky 1998. Hydroptila baukis ingår i släktet Hydroptila och familjen smånattsländor. Inga underarter finns listade i Catalogue of Life.